# هانس سگرس
هانس سگرس (انگلیسی: Hans Segers؛ زادهٔ ۳۰ اکتبر ۱۹۶۱) بازیکن فوتبال اهل پادشاهی هلند است.
از باشگاه‌هایی که در آن بازی کرده‌است می‌توان به باشگاه فوتبال پی‌اس‌وی آیندهوون، باشگاه فوتبال ناتینگهام فارست، باشگاه فوتبال ولورهمپتون واندررز، باشگاه فوتبال شفیلد یونایتد، باشگاه فوتبال ووکینگ، باشگاه فوتبال تاتنهام هاتسپر، باشگاه فوتبال ویمبلدون، و باشگاه فوتبال استوک سیتی اشاره کرد.